# Mangirón
Mangirón (también Manjirón) es una localidad española de la Comunidad de Madrid. Pertenece al municipio de Puentes Viejas, de cuyo ayuntamiento es sede. 

## Toponimia
El pueblo debe su origen a la palabra árabe Majairón que significa 'cabezota', haciendo referencia al monte de 1012 metros sobre el que está situado. También hay escritos que indican que el nombre del pueblo procede de una palabra árabe cuyo significado es 'buen agua', debido a la calidad del agua de la fuente vieja cerca del arroyo que pasa por dicho municipio y de los diversos embalses que hay por la zona.

## Geografía
Situado en la comarca de la Sierra Norte, se encuentra a 6 km de Buitrago del Lozoya, 5 km de Lozoyuela, a 19 de Torrelaguna y a 70 km de Madrid. Está rodeado por el río Lozoya y sus embalses como el de Puentes Viejas y el Villar. A 2 km del municipio se encuentra el monte Picazuelo.

## Historia
Durante la Edad Media el pueblo estuvo vinculado a la Comunidad de Villa y Tierra de Buitrago. Manjirón pasó a formar parte del Señorío de Buitrago cuando aparecieron los primeros censos de población en el XVI, y perteneció a él hasta el siglo XIX con la desaparición del régimen señorial. Durante los siglos XVI y XVII Manjirón contaba con una población que oscilaba entre los 15 y 20 vecinos. A mediados del siglo XVIII la población aumentó hasta llegar a los 25-30 vecinos. 
En la época de Carlos IV, Manjirón pertenecía a Cuarto de Garganta, una localidad de Guadalajara. Estuvo vinculado a dicha provincia hasta mediados del siglo XIX, cuando pasa a formar parte de Madrid, y recibe como asociado al pueblo de Cincovillas, situado a 2 kilómetros de Manjirón. La demografía sufrió un incremento entre mediados del siglo XIII y principios del siglo XX debido al aumento del número de presas en la zona. El pueblo contaba con edificios oficiales como el Ayuntamiento, una pequeña escuela y una iglesia parroquial.
La historia del municipio estuvo muy vinculada, durante toda la Edad Media, a la zona de Buitrago. Fue una de las poblaciones que constituyeron la comunidad de pastos denominada Comunidad de Tierra y Villa de Buitrago. En el siglo XIV la primitiva comunidad fue donada a la Casa de los Mendoza. Esta situación se mantuvo hasta la abolición del régimen señorial en el siglo XIX.
Los primeros datos de población proceden de los censos de los siglos XVI y XVII. En los años 1554, 1656 y 1670, la población de estas localidades fue descendiendo, en un claro proceso de decadencia demográfica. La agricultura era muy pobre con una producción muy modesta de trigo y centeno de secano completada por hortalizas y frutales. La ganadería tenía mayor importancia sobre todo la lanar. Mangirón y Paredes tenían además dos Dehesas Boyales y Serrada una, donde pastaba el ganado de labor del concejo y de las que se obtenía finalmente carbón.
En el siglo XVIII se produjo una cierta recuperación económica y demográfica. En 1751, Paredes contaba con 23 vecinos y 2 viudas. Existía ya la parroquia de la Inmaculada, asistida por un cura y un sacristán. Paredes, siempre del Señorío de Buitrago que pertenecía a la Casa de los Duques del Infantado, estaba incluida a efectos judiciales en el Cuarto de la Jara. Serrada, que seguía siendo un anejo de Berzosa, contaba en 1751 con 16 vecinos y pertenecía a efectos judiciales al Cuarto de la Jara.
En el siglo XIX se produjeron importantes acontecimientos sociopolíticos que convulsionaron la vida de la zona y del pueblo. La abolición del Régimen Señorial y al nueva división territorial supuso la adscripción de Cincovillas -como anejo de Mangirón- a la provincia de Madrid, rompiendo sus lazos históricos con Guadalajara. En el plano económico se produjo una disminución de la cabaña de ovino y un incremento de la producción de cereales.
A mediados del siglo XIX, el lugar contaba con una población censada de 207 habitantes. La localidad, por entonces con ayuntamiento propio, aparece descrita en el undécimo volumen del Diccionario geográfico-estadístico-histórico de España y sus posesiones de Ultramar de Pascual Madoz de la siguiente manera:

MANJIRON: l. con ayunt. de la prov., aud. terr. y c. g. de Madrid (12 leg.), part. jud, de Torrelaguna (3), dióc. de Toledo (24): sit. sobre un peñasco, en terreno áspero y quebrado: le combaten los vientos E. ,S. y O. y su clima es propenso por lo comun á intermitentes : tiene 56 casas de inferior construccion distribuidas en 5 calles sin empedrar y una plaza: hay casa de ayunt., escuela de instruccion primaria común á ambos sexos, á la que concurren unos 26 alumnos que se hallan á cargo de un maestro dotado con 300 rs., y una igl. parr. (Santiago) servida por un párroco, cuyo curato es de entrada y de provision en concurso; en los afueras de la pobl. se encuentra el cementerio que en nada perjudica á la salud pública, y los vecinos se surten de aguas para sus usos de las de 2 fuentes que las tienen de buena calidad: el térm. confina N. y O. Buitrago; E. Berzola y Robledillo de la Jara, y S. Berrueco: se estiende una leg. de N. á S. y 1/4 de E. á O. y comprende un pequeño monte, llamado el Chaparral, de encina y chaparro bajo; y una deh. á 1/4 de leg. del pueblo de 400 aranzadas: el r. Lozoya pasa á 1/4 de leg. E. de la pobl. y baña por el N. á la referida deh.: el terreno es de secano y de mediana calidad. caminos: los que dirigen á los pueblos limíltrofes en mal estado: el correo se recibe diariamente de Buitrago por los mismos interesados. prod.: algo de trigo, cebada y centeno: mantiene ganado lanar, cabrio y vacuno: cria caza de conejos, perdices, otras aves y pesca de buenas truchas en el Lozoya. ind. y comercio la agrícola, un molino harinero y la esportacion de los frutos sobrantes para los pueblos inmediatos. pobl.: 35 vec. 207 alm. cap. prod.: 943,640 rs. imp.: 43,842. contr.: según el cálculo general y oficial de la prov. 9'65 por 100: el presupuesto municipal asciende á 600 rs. que se cubren con los productos de propios.
(Madoz, 1848, p. 180)

## Demografía
| Gráfica de evolución demográfica de Manjirón entre 1842 y 1970 |
| |
| Población de derecho según los censos de población del INE Población de hecho según los censos de población del INEEn estos censos se denominaba Mangirón: 1842, 1857 y 1860 Entre el censo de 1857 y el anterior, crece el término del municipio porque incorpora a 285003 (Cinco Villas) Entre el censo de 1981 y el anterior, este municipio desaparece porque se agrupa en el municipio 28902 (Puentes Viejas) |

En 1850 el municipio de Mangirón absorbió al de Cincovillas. 

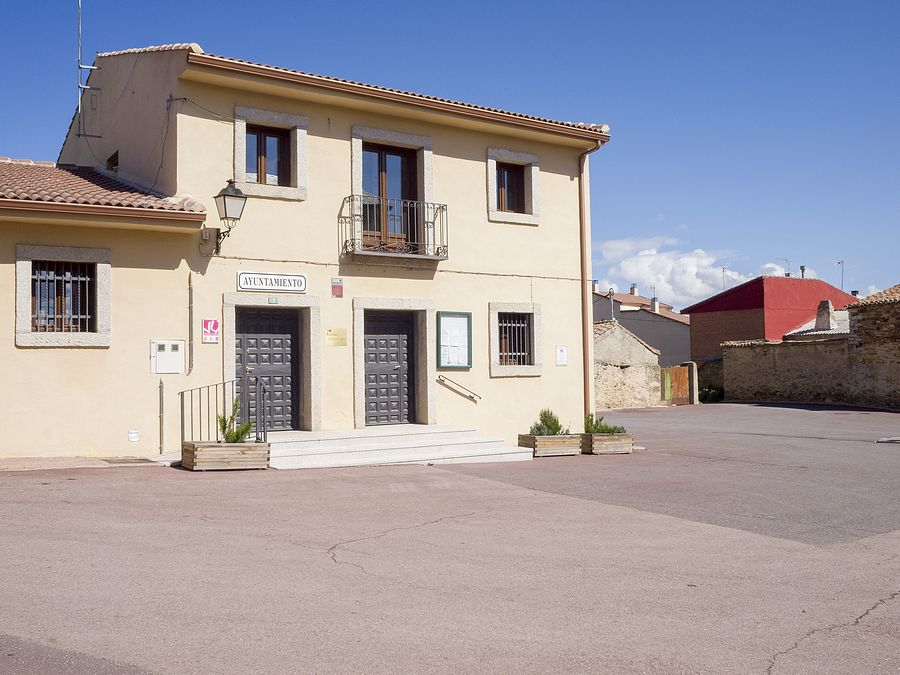
Ayuntamiento

El municipio desapareció en 1975 al ser fusionado con Paredes de Buitrago y Serrada de la Fuente para crear el término municipal de Puentes Viejas. Retuvo la sede municipal del nuevo municipio. Según el censo de 1970 contaba con 269 habitantes.
En el siglo XX, el municipio se vio afectado por todos los procesos comunes a la zona: migraciones hacia Madrid y abandono de la agricultura. En la actualidad sigue manteniendo cierta importancia una ganadería reconvertida al vacuno de leche, que junto con la construcción y los empleos proporcionados por el Canal de Isabel II, constituyen las principales fuentes de renta. 

## Turismo
- Embalse de Puentes Viejas: embalse de 292 hectáreas y capacidad para 53 hm³. Debe su nombre a la existencia, antiguamente, de dos pontones para cruzarlo de orilla a orilla.
- Molino del Barranco: molino tradicional ubicado junto al arroyo de la Nava, a unos 700 m al oeste de la M-127.
- Torre de Mirabel: una atalaya de vigilancia, de plata cilíndrica y dos cuerpos, construida en el siglo XVI, junto al arroyo Jóbalo. No presenta buen estado de conservación.
- Casamatas: a la salida de Paredes de Buitrago, yendo por la M-127, pueden verse, a ambos lados de la carretera, antiguos búnkeres de la Guerra Civil. Los hay de dos tipos: de fabricación alemana (construidos a nivel del suelo y con un único ventanuco para disparar) y de fabricación rusa (con dos ventanucos para disparar y construidos bajo tierra).

## Patrimonio

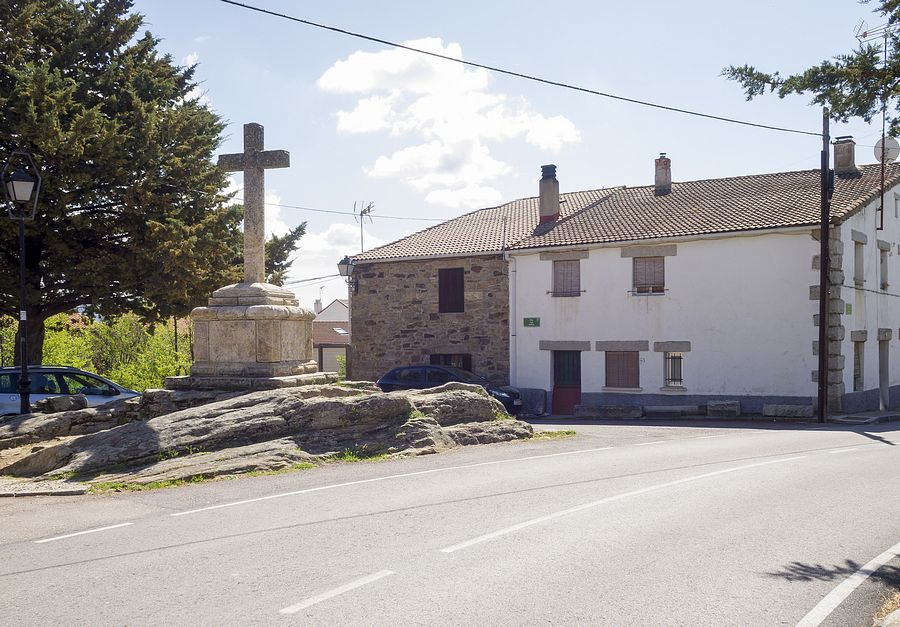
Cruz de piedra

Como patrimonio histórico y artístico se pueden destacar: la iglesia parroquial de Santiago Apóstol, la Torre de Mirabel, la presa de Puentes Viejas, el Caserío de Santillana, la Fragua, el Potro y el Lavadero.

## Fiestas
Entre las fiestas populares están la del 25 de julio, día de la festividad de Santiago Apóstol, el día de San Miguel (29 de septiembre) y la fiesta de la Calavera (1 de noviembre).